# Абениус, Пер Вильгельм
Пер Вильгельм Абениус (швед. Per Wilhelm Abenius; 21 мая 1864, Орса — 3 апреля 1956, Рамсбергс) — шведский химик, преподаватель и автор учебников. Один из первооткрывателей тетракетонов.

## Биография
Родился в семье викария. 7 июня 1883 года получил аттестат зрелости в Фалуне и через три месяца поступил в Уппсальский университет, в котором через несколько лет получил степень доктора философских наук. После окончания учёбы Абениус получил стипендию, которая позволила ему совершить поездку по США и странам Западной Европы для ознакомления с учебными заведениями низшего технического образования. В 1886 году началась его восьмилетняя карьера химика в лаборатории и на кафедрах Уппсальского университета, во время которой он прошёл путь от сотрудника аналитического отдела химической лаборатории до доцента кафедры общей и аналитической химии. В 1894 году Абениус занял преподавательскую должность в Гимназии Свена Эриксона в Буросе, а через 10 лет в Рудбекской гимназии в Эребру.

## Научная деятельность
Во время своего пребывания в Уппсальском университете, Абениус под руководством Оскара Видмана, смог успешно защитить докторскую диссертацию. Впоследствии, совместно с Хенриком Сёдербаумом он провёл ряд исследований, результатом которых стало открытие химических соединений, состоящих из кетонов с четырьмя карбонильными группами CO в составе, позднее названных тетракетонами. Летом 1904 года он провёл химико-техническое исследование, касающееся производства серной кислоты, в лаборатории Георга Лунге в Цюрихском политехническом институте. Также Абениус был автором учебников по неорганической химии, которые из-за своего стиля и понятного изложения были включены в университетские программы, несмотря на то что изначально они были предназначены только для школ и гимназий.